# Tribulus zeyheri
Tribulus zeyheri là một loài thực vật có hoa trong họ Zygophyllaceae. Loài này được Sond. miêu tả khoa học đầu tiên năm 1860.